# Psamètic III
Psamètic III o Anjkaenra Psametiko, va ser l'últim faraó de la dinastia XXVI d'Egipte, i el seu regnant transcorre de 526 a 525 aC.
Manetó el denomina Psammejerites i comenta que va regnar sis mesos, segons Juli Africà a la versió del monjo Jordi Sincel·le. Eusebi de Cesàrea no el cita.

## Biografia
Psamètic III era el fill del faraó Amosis II i una de les seves esposes, la reina Takheta, encara que el seu nom implica un llaç a la seva madrastra i als previs elements de la dinastia que el seu pare havia destronat. Va succeir al seu pare com a faraó l'any 526 aC., quan Amosis va morir després d'un llarg i pròsper regnat d'aproximadament 44 anys. Segons Heròdot va tenir un fill anomenat Amosis, i una esposa i filla, totes dues sense nom en els seus documents.

## Regnat
Encara que el jove i inexpert faraó, probablement va fer el millor que va poder per defensar el seu país de la invasió, Egipte no era rival per als perses. Després que l'exèrcit persa, dirigit pel rei aquemènida de Pèrsia Cambises II, va creuar la Península del Sinaí i el desert amb l'ajut dels àrabs, es va lluitar una sagnant batalla a la vora de Pelúsion, una ciutat a la frontera oriental d'Egipte, l'any 525 aC. Una vegada derrotat en la batalla de Pelúsion, va ser després traït per un dels seus aliats, Fanes d'Halicarnas, i va fugir a Memfis. Els perses van capturar la ciutat en acabat un llarg setge, i van atrapar a Psamètic poc després. Cambises va ordenar l'execució pública de dos mil dels seus principals ciutatans, entre els quals, suposadament, estava el fill del faraó.

## Captivitat i execució
Al llibre III de les Històries d'Heròdot, es comenta que la seva filla va ser esclavitzada, el seu fill condemnat a mort, tallant-lo a miques, els seus amics arruïnats, i ell va ser obligat a contemplar l'estat en el qual havien quedat per orde del rei, escandalitzant-se només en veure l'estat dels seus amics. El deposat va ser capturat i portat en cadenes a Susa, on al començament l'hi va tractar relativament bé. Després d'un temps Psamètic va començar a tramar una rebel·lió contra Cambises, va ser descobert i finalment va ser forçat a beure sang de bou fins a morir.

## Testimonis de la seva època
- Baix relleu al temple de Karnak.
- Esmentat en una estàtua del Museu Egipci Gregorià del Vaticà, núm. 158 (Posener)

| Predecessor: Amosis II | Faraó Dinastia XXVI | Successor: Cambises de Pèrsia |